# 土司遺跡群
土司遺跡群（どしいせきぐん、中国語: 土司遗址）は、中華人民共和国の古代の土司制度の遺跡。2015年の第39回世界遺産委員会でUNESCOの世界遺産リストに登録された文化遺産の一つであり、中国で48番目の世界遺産となった。

## 背景
土司は、古代の中国王朝が周縁の部族の首長に授けた官職で、中国の皇帝が中南部や南西部の少数民族を統治するために採用された古代の政治制度である。この制度は1000年にわたって用いられた。

## 世界遺産登録
2015年7月3日、ドイツのボンで開催された第39回世界遺産委員会において世界文化遺産に追加された。世界遺産委員会は、土司制度は、エスニックマイノリティが独自の習慣や生活様式を保持することを許容しながらも国家の統治のあり方を統合することを目的とした制度であるとしている。

### 登録名
世界遺産としての登録名は Tusi Sites （英語）、Sites du tusi （フランス語）である。その日本語名は「土司遺跡群」、「土司の遺跡群」などとされている。

### 登録基準
この世界遺産は世界遺産登録基準のうち、以下の条件を満たし、登録された（以下の基準は世界遺産センター公表の登録基準からの翻訳、引用である）。
- (2) ある期間を通じてまたはある文化圏において、建築、技術、記念碑的芸術、都市計画、景観デザインの発展に関し、人類の価値の重要な交流を示すもの。
- (3) 現存するまたは消滅した文化的伝統または文明の、唯一のまたは少なくとも稀な証拠。

## 構成資産
土司遺跡の構成資産として、以下の3件が登録されている。
| ID       | 構成資産名                                                  | 所在地             | 経緯度                                                              | 面積                                      |
| -------- | ----------------------------------------------------------- | ------------------ | ------------------------------------------------------------------- | ----------------------------------------- |
| 1474-001 | Site of Laosicheng Tusi Domain 永順老司城遺跡（老司城遗址） | 湖南省永順県       | 北緯28度59分55秒 東経109度58分01秒 / 北緯28.99861度 東経109.96694度 | 登録面積: 0534.24 ha 緩衝面積: 1023.93 ha |
| 1474-002 | Site of Tangya Tusi Domain 唐崖土司城遺跡（唐崖土司城址）   | 湖北省咸豊県       | 北緯29度41分26秒 東経109度00分19秒 / 北緯29.69056度 東経109.00528度 | 登録面積: 0086.62 ha 緩衝面積: 0973.61 ha |
| 1474-003 | Site of Hailongtun Tusi Fortress 播州海龍屯（海龙屯）       | 貴州省遵義市匯川区 | 北緯27度48分42秒 東経106度49分01秒 / 北緯27.81167度 東経106.81694度 | 登録面積: 0160.42 ha 緩衝面積: 1127.79 ha |

## 脚註
1. ↑  “Now that's a sight Tusi: Remains of ancient Chinese tribal sites are latest to be added to World Heritage List”.   Daily Mail (2015年7月4日). 2015年7月4日閲覧。
2. ↑  “China: Ancient Tusi tribal sites added to World Heritage List”.   International Business Times (2015年7月4日). 2015年7月4日閲覧。
3. ↑  “Chinese Tusi heritage sites make it to UNESCO list”.   CCTV (2015年7月4日). 2015年7月4日閲覧。
4. ↑  “China's Tusi sites listed as world heritage”.   Xinhua (2015年7月4日). 2015年7月4日閲覧。
5. ↑  “China Focus: UNESCO recognition of Tusi sites cheered”.   Xinhua News Agency (2015年7月4日). 2015年7月4日閲覧。
6. ↑  “China's Tusi Sites Listed as World Heritage”.   Xinhua News Agency (2015年7月4日). 2015年7月4日閲覧。
7. 1 2  古田陽久 古田真美『世界遺産事典 - 2016改訂版』シンクタンクせとうち、2015年、p.64
8. ↑  世界遺産リスト（世界遺産検定事務局）（2015年11月2日閲覧）
9. ↑  “Tusi Sites”.   UNESCO. 2015年7月4日閲覧。